# Carcharodon hubbelli
Carcharodon hubbelli, також відомий як біла акула Хаббелла, є вимерлим видом білої акули, який виник між 8 і 5 мільйонами років тому в період пізнього міоцену до раннього пліоцену. Ця акула є перехідним видом, демонструючи проміжні риси між сучасними великими білими акулами та меншими, доісторичними акулами мако. Скам'янілості були знайдені в Новій Зеландії та Перу.
Цю акулу назвали на честь Гордона Хаббелла (вченого, який отримав зразок у фермера, який знайшов його в 1988 році). на знак визнання його внеску в палеонтологію акул і за те, що він пожертвував зразок Музею природознавства Флориди в 2009 році.